# Abacuc e l'angelo
Abacuc e l'angelo è un'opera scultorea realizzata da Gian Lorenzo Bernini tra il 1656 e il 1661. Posta in una nicchia della Cappella Chigi, all'interno della Basilica di Santa Maria del Popolo a Roma, mostra il profeta Abacuc con l'angelo di Dio. Per la tale cappella, Bernini non ha solo ideato questa statua, ma anche quella di Daniele e il leone, diagonalmente opposta.

## Storia
Gian Lorenzo Bernini cominciò a lavorare nella cappella nel 1652 per Fabio Chigi, cardinale presbitero della basilica. Il suo patrocinatore fu nominato papa e prese il nome di Alessandro VII nel 1655, dando un notevole impulso al restauro della cappella funeraria. Fino ad allora, le due nicchie ai lati dell'altare erano ancora vuote, mentre le altre due, a destra e sinistra dell'ingresso erano occupate dalle statue del Lorenzetto, scolpite su disegni di Raffaello: Giona che esce dalla balena ed Elia.
Un disegno conservato dalla bottega di Bernini mostra che l'architetto aveva inizialmente progettato di spostare le due statue già presenti nelle nicchie vuote accanto all'altare, ma in seguito decise di fare diversamente. Infatti, realizzò le due statue raffiguranti i profeti Daniele e Abacuc, collocandole una diagonalmente opposta all'altra. Bernini ha creato una relazione spaziale che ha ravvivato l'intera cappella, trasformando le sue forme classiche verso un nuovo utilizzo religioso.
La statua di Abacuc è stata posta nella nicchia destra dell'altare nel novembre del 1661, ma Bernini stava lavorando su di essa dall'ottobre del 1656.
Un modello in terracotta della statua è ancora osservabile nei Musei vaticani. Da quando è stato ripulito negli anni Ottanta è stato attribuito allo stesso Bernini, ma Dickerson and Sigel hanno ritenuto fosse stato realizzato da un suo assistente, forse Ercole Ferrata, che si trovava con Bernini mentre l'artista stava lavorando all'Abacuc.

## Descrizione

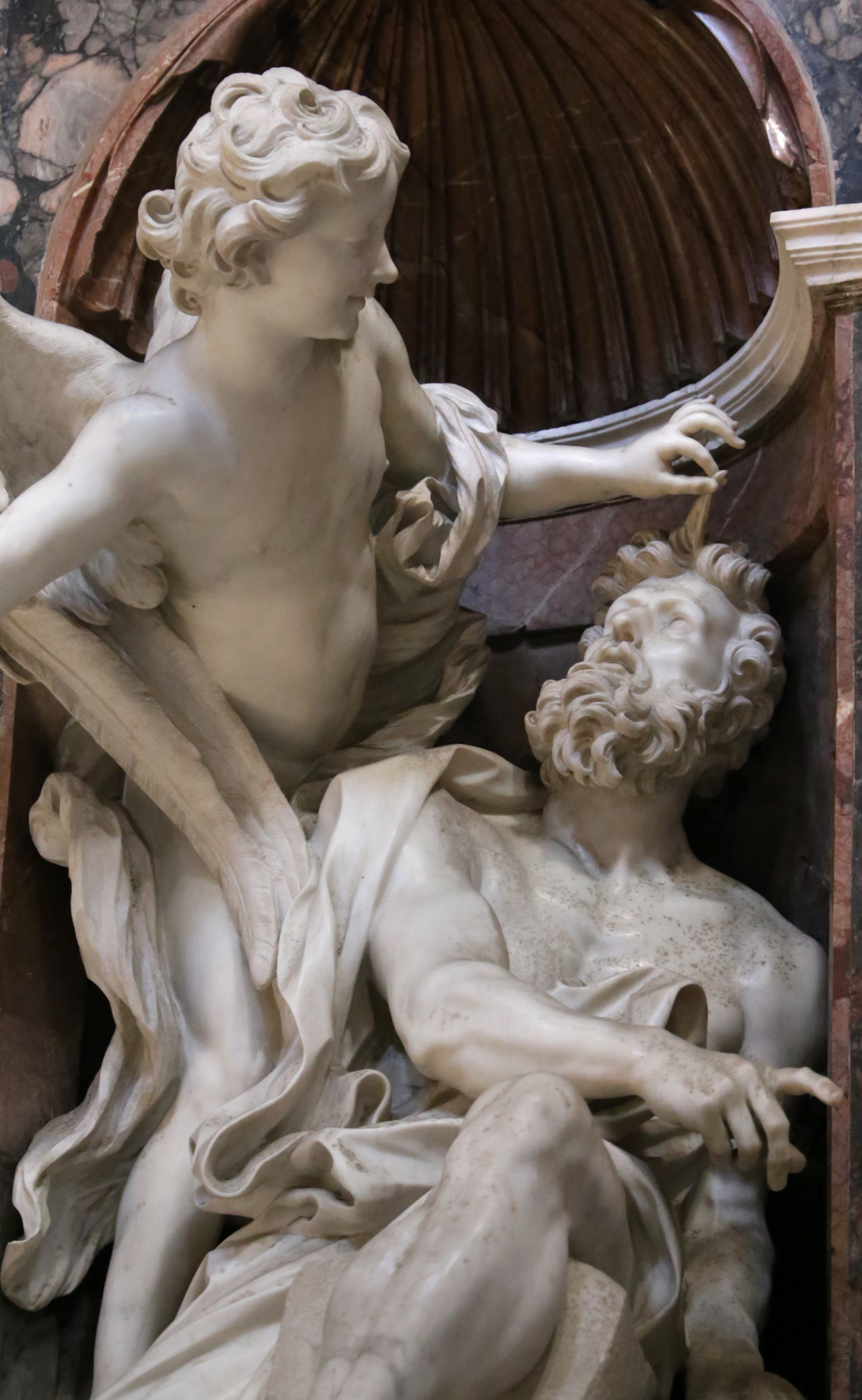
Dettaglio dell'opera.

Nonostante la stretta nicchia, Bernini riuscì ad elaborare una composizione animata e drammatica. Abacuc siede su una roccia con la cesta per il pranzo su un lato, puntando il dito verso la direzione verso la quale si vuole dirigere, mentre un bellissimo angelo dall'aspetto giovane si sporge fuori dalla nicchia, sollevando la testa di Abacuc per i capelli e indicando nella direzione di Daniele, sul lato opposto della cappella. Il profeta è raffigurato come un uomo anziano, barbuto, ma si presenta ancora come un uomo vigoroso.
Bernini riprese la storia dal Libro di Daniele, dove è narrato di come Dio salvò Daniele dalla fame attraverso l'apparizione miracolosa del profeta Abacuc nella fossa dei leoni (Daniele 14,33-36)
 "33 C'era in Giudea il profeta Abacuc. Costui aveva fatto cuocere una minestra e spezzato il pane in un piatto e stava andando verso il podere, per portarlo ai mietitori. 34 L'angelo del Signore disse ad Abacuc: "Porta questo cibo in Babilonia a Daniele, nella fossa dei leoni!". 35 Abacuc osservò:"Signore, io non ho mai visto Babilonia e non conosco la fossa". 36 Allora l'angelo del Signore, afferratolo per la testa e sollevandolo per i capelli del capo, lo portò a Babilonia sopra la fossa, con il soffio del suo spirito."  
 Riconoscente, Daniele mangiò quanto Abacuc gli aveva portato, mentre quest'ultimo fu riportato dove si trovava in precedenza dall'angelo. Questa storia fa parte delle aggiunte greche al Libro di Daniele, comprendenti anche il capitolo 14 della Vulgata. Iconograficamente la statua di Abacuc ha la sua controparte, nella cappella, nella statua del profeta Elia, disegnata da Raffaello e anch'essa raffigurante un profeta, Elia appunto, salvato dalla fame per opera di un angelo di Dio.
Un'altra ragione per la quale Bernini scelse di dare vita proprio a questo episodio si trova probabilmente nel fatto che la biblioteca Chigi conteneva l'unica Septuaginta nota del Libro di Daniele, dalla quale è stato prelevato il soggetto per l'opera, il Codex Chisianus 45. Coincidenza curiosa è stata che due guide della basilica, quelle di Alberici (1600) e di Landucci (1646), entrambe precedenti quindi all'intervento di Bernini, identificarono le due statue presenti nella cappella, quelle del Lorenzetto, come Giona e Abacuc,  e non come Giona ed Elia. L'errore potrebbe derivare da un'indicazione che proponeva una statua di Abacuc come parte del programma iconografico progettato precedentemente per la cappella.